# Lac Lusignan
Lac Lusignan är en sjö i Kanada.   Den ligger i regionen Lanaudière och provinsen Québec, i den sydöstra delen av landet, 180 km nordost om huvudstaden Ottawa. Lac Lusignan ligger 430 meter över havet. Arean är 4,1 kvadratkilometer. Den sträcker sig 5,0 kilometer i nord-sydlig riktning, och 2,0 kilometer i öst-västlig riktning.
I omgivningarna runt Lac Lusignan växer i huvudsak blandskog. Runt Lac Lusignan är det mycket glesbefolkat, med 2 invånare per kvadratkilometer.